# Lunca Mureșului (Alba)
Lunca Mureșului é uma comuna romena localizada no distrito de Alba, na região histórica da Transilvânia. A comuna possui uma área de 31.38 km² e sua população era de 2558 habitantes segundo o censo de 2007.